# Dedalus (film)
Dedalus è un film del 2024 diretto da Gianluca Manzetti.

## Trama
Michele, suo cugino Filippo, Linda, Nino, Antonella e Tiziana sono giovani molto seguiti sui social network, ognuno per un motivo diverso:
- Michele è @Puskas4real, ex calciatore in cerca di rilancio;
- Filippo è @Gameboy93, esperto di videogiochi;

- Linda è @Belinda, famosa per i suoi contenuti su OnlyFans;

- Nino è @Plankman, personal trainer e life coach;

- Antonella è @FrittoMisto85, food blogger dedita al mukbang;

- Tiziana è @MammaTitty_Official, sul cui profilo racconta la quotidianità dell'essere madre.

I sei sono stati scelti per partecipare a Dedalus, un contest che promette ulteriore visibilità a chi vi prende parte nonché un milione di euro al vincitore; è previsto che i concorrenti siano chiusi in un castello dove non avranno contatti con l'esterno ma saranno regolarmente seguiti, tramite telecamere, su ogni social e gli utenti potranno votare, di volta in volta, i loro preferiti.
Arrivati nella sede del contest e ansiosi di conquistare altri follower, i ragazzi conoscono il Master, l'uomo che ha organizzato le tre prove da superare. Esse, molto presto, si rivelano studiate per infliggere torture psicologiche, dolori fisici e umiliazioni varie ai partecipanti; dopo una prima manche che scatena le principali paure di ognuno di loro, è il momento di un esercizio di resistenza: ad Antonella è chiesto di divorare quindici hamburger vegani in sei minuti, Linda deve masturbarsi di fronte ai suoi genitori e Nino viene messo davanti ai video pedopornografici che è solito guardare e vendere in giro. I social, intanto, ribollono di commenti offensivi e derisori per ognuno di loro. 
Presi dal panico, Michele, Filippo e Tiziana fuggono prima che tocchi a loro, ma tutti i concorrenti vengono presto riportati al gioco. È il momento della prova di intuito: alcuni fotogrammi vanno collegati tra loro. Di fronte al disorientamento dei ragazzi, il Master svela la soluzione presentando loro un video che collega, in qualche modo, tutti e sei i giovani: due anni prima, Michele e Filippo avevano drogato e violentato una ragazza minorenne riprendendola col cellulare; Nino aveva sparso il video ai quattro venti; Linda aveva minimizzato l'accaduto sui social mentre Tiziana se l'era presa coi genitori della vittima e Antonella l'aveva apertamente sbeffeggiata. Di fronte alla gogna mediatica, la giovane si era suicidata gettandosi dalla finestra dopo aver chiesto scusa, tramite una clip, a suo padre, nient'altro che il Master di Dedalus. Egli aveva dunque organizzato il contest per mettere i sei ragazzi di fronte alle loro responsabilità, e spiega che alla fine del gioco non ci sarà solo un vincitore ma anche un perdente, il quale morirà.
Dopo aver avvelenato i giovani con un astuto stratagemma, il Master se ne va lasciandoli con alcuni antidoti rinchiusi in scatole che si aprono in base ai voti ottenuti sui social, ma avvisa che una di esse è vuota. Ancora in piena diretta sul web, si scatena una rissa tra i concorrenti, che cercano di prevalere uno sull'altro: Antonella e Tiziana riescono a usufruire del farmaco, mentre Linda e Nino perdono la vita nella colluttazione generale. La scatola di Michele si rivela vuota e l'ultima ancora sigillata è quella di Filippo: tra i cugini imperversa subito un violento confronto ma l'agognato box alla fine si apre e si rivela provvisto di antidoti per entrambi. Il vero perdente, infatti, è il Master, che esce dal castello e si uccide con un colpo di pistola.

## Distribuzione
Il film, presentato in anteprima al Noir in Festival nel 2024, è stato distribuito nelle sale cinematografiche italiane il 10 luglio 2025.